# Anne-Marie du Boccage
Pour les articles homonymes, voir Boccage.
Anne-Marie Le Page, dite Fiquet du Boccage, née à Rouen le 22 octobre 1710 et morte à Paris le 8 août 1802, est une écrivaine, poète, épistolière et dramaturge française. Elle est connue pour sa carrière littéraire hors norme pour son époque, car elle s'illustre dans de grands genres littéraires alors réservés aux hommes et rencontre un grand succès.

## Biographie
Anne-Marie du Boccage est issue d’une famille de la haute bourgeoisie rouennaise. Elle a rédigé des lettres, des poèmes et des pièces de théâtre.
Elle épouse, en 1727, Pierre-Joseph Fiquet du Boccage, un receveur des tailles également amateur de belles-lettres. Le couple fréquente tous les amateurs de lettres de Rouen : Le Cornier de Cideville, l’abbé du Resnel, le futur avocat de l’affaire Calas Élie de Beaumont, Jeanne-Marie Leprince de Beaumont, l’abbé Yart…
Après son établissement à Paris en 1733, le couple Du Boccage se constitue peu à peu un salon. Anne-Marie entre en relation avec les gens célèbres. En juillet 1746, elle reçoit, récompense exceptionnelle pour une femme, le premier prix que décerne l’Académie de Rouen. Elle fait envoyer son poème à Voltaire qui lui répond le 15 août 1746 en l’appelant la « Sapho de Normandie ». Le Cornier de Cideville, qui est le correspondant normand de Voltaire, la recommande à Fontenelle qui ne tarde pas à devenir un de ses habitués du dimanche. Membre de l’Académie française et de l’Académie des sciences, Fontenelle lui permet de se lier à l’académicien Marivaux et de faire la connaissance d’un autre académicien, l’abbé Trublet et des savants membres de l’Académie des Sciences tels qu’Algarotti et Clairaut.
En février 1748, elle fait paraître une traduction en six chants du Paradis perdu de Milton dédié à l’Académie de Rouen. Voltaire et Fontenelle font son éloge et l’abbé de Bernis publie des vers en son honneur. Ce poème lui vaut l’intérêt du public et une gloire immédiate. De la fin des années 1740 jusqu’aux années 1760, on ne compte plus les poèmes publiés à sa gloire dans le Mercure de France.
Encouragée par le succès du Paradis terrestre, elle se risque à affronter la scène théâtrale, avec Les Amazones, tragédie en vers, audace jugée impardonnable chez une femme par certains. En dépit d’un public « extrêmement prévenu contre elle », Anne-Marie du Boccage s’obstine, tombe malade à la veille de la première mais connaît le succès le 24 juillet 1749 à la Comédie-Française. Collé rapporte qu’il y a un monde fou, « comme à une première représentation de Voltaire ou de Crébillon dans le fort même de l’hiver », même s’il juge nécessaire d’attribuer sa pièce à du Resnel ou à Linant. Les misogynes se déchaînent à qui mieux mieux pour la blâmer de s’être risquée à s’aventurer sur la chasse gardée des hommes au théâtre. Ainsi l’abbé Raynal : « Sans l’indulgence qu’on a pour son sexe, la première représentation n’aurait pas été achevée. » ou Baculard d’Arnaud : « On peut nommer cette pièce les Menstrues de Melpomène. (…) Qu’elle se contente de régner au lit, et qu’elle nous laisse le théâtre ! » Les Amazones ont néanmoins connu onze représentations, un succès pour une époque où nombre de pièces tombaient souvent dès la première représentation. À son époque, Fontenelle a demandé à être le censeur de la pièce pour l’approuver publiquement en ces termes : « J’ai lu cette pièce où l’on voit avec beaucoup de plaisir, les Amazones guerrières si bien représentées par une autre illustre Amazone du Parnasse. » Aujourd’hui cette œuvre bénéficie d’un regain d’intérêt et a fait l’objet d’études féministes.
Anne-Marie du Boccage se lance ensuite dans le genre de l’épopée avec la Colombiade, poème en dix chants qui causa une vive sensation dans le monde littéraire. Voltaire, Fréron, le Mercure de France, le Journal des savans et le Journal de Trévoux en ont fait de grands éloges. Le poème a été réédité trois fois à Paris et traduit en anglais, en espagnol, en allemand et en italien.
De tous ses ouvrages, ses Lettres sur l'Angleterre, la Hollande et l'Italie ont également obtenu beaucoup de compliments. Les Lettres sur l'Italie, qu'elle publie en 1755, sont une version retravaillée de véritables lettre envoyées par Anne-Marie du Boccage à sa sœur lors de son voyage en Italie. Elles constituent le premier récit féminin de voyage en Italie.
Anne-Marie du Boccage a également su accumuler les honneurs littéraires comme aucune autre femme de lettres de son temps. Après l’Académie de Rouen en 1756, celle de Lyon lui ouvre ses portes le 20 juin 1758. Entre-temps, elle fit un voyage triomphal en Italie avec son mari. Non seulement elle fut reçue par le pape, mais elle a été la deuxième Française, après Émilie du Châtelet, à être admise aux deux prestigieuses Académies des Arcades de Rome et de Bologne. A Naples elle rencontre Mariangela Ardinghelli. Son ami Algarotti l’a également fait recevoir à l’Académie de Padoue, de Florence et de Cortone. Elle est fêtée de ville en ville par toutes les personnalités de premier plan comme une femme hors du commun. Elle fut également l'amie intime de Charles-Albert Demoustier.
Anne-Marie du Boccage a affiché un certain féminisme, n’hésitant pas à prendre la plume pour soutenir d’autres femmes, auteures ou peintres, mais elle s’est attaquée aux grands genres réservés en principe aux hommes tels que la tragédie et l’épopée.

## Œuvres

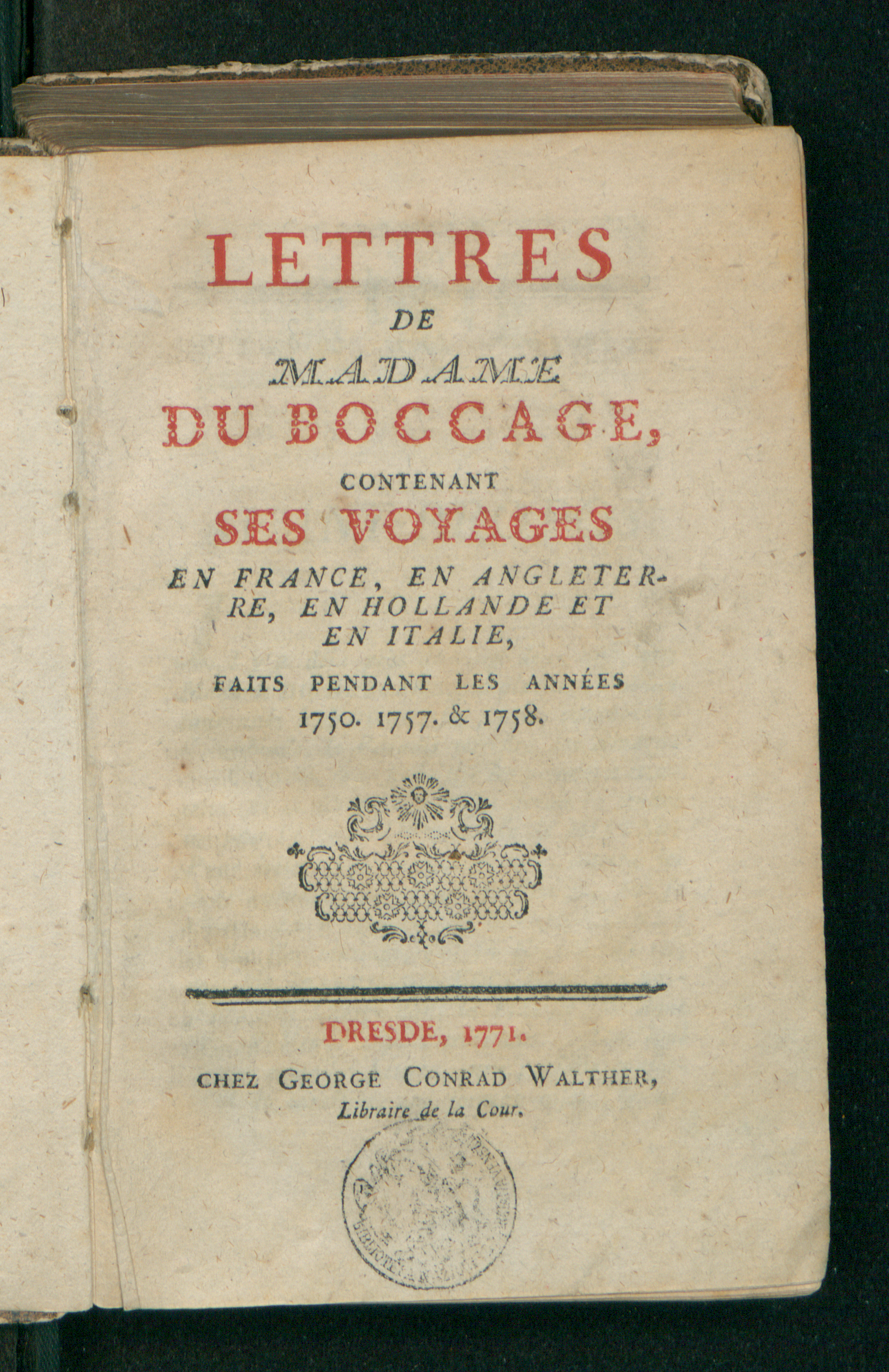
Lettres contenant ses voyages en France, en Angleterre, en Hollande et en Italie, 1771

- Lettres sur l'Angleterre et la Hollande, Éd. Gérard Monfort, Saint-Pierre-de-Salerne, Monfort,  (ISBN 2852265575)
- Théâtre de Anne-Marie Du Boccage
- La Colombiade
- Le Paradis terrestre
- Les Amazones, tragédie mythologique en cinq actes
- Le Temple de la Renommée
- Oraison Funèbre de François Eugène, Prince de Savoye (traduction)
- Lettres sur l’Angleterre, la Hollande et l’Italie
- Recueil des œuvres de Madame du Boccage (3 volumes)

Depuis data BNF on peut visualiser dans Gallica Les Amazones ; L'Opéra , ode ; Le Recueil des œuvres de Madame du Boccage ; La Paradis terrestre, poème imité de Milton

## Rééditions modernes
- Les Amazones, Femmes dramaturges en France, 1650-1750, t. II, Tübingen, Narr, 2002.  (ISBN 9783823355489)
- Lettres sur l’Angleterre et la Hollande, St-Pierre-de-Salerne, Gérard Montfort, 2005.  (ISBN 9782852265578)
- La Colombiade ou La foi portée au Nouveau Monde, Paris, Côté-femmes, 1991.  (ISBN 9782907883290) Réédition Indigo-Côté femmes, 2014.  (ISBN 978-2-907883-29-0)
- La Colombiade (1756) ; édition bilingue ; Anne-Marie du Boccage ; établie et présentée par Ina Schabert, Berlin ; Heidelberg : J.B. Metzler, 2021,  (ISBN 978-3-662-64065-4)

## Postérité
La tragédie Les Amazones a été traduite en italien dès l'époque d'Anne-Marie du Boccage par Luisa Bergalli. La pièce a été adaptée librement par Goldoni dans La Dalmatienne.
En France, une rue de Rouen et une rue de Nantes portent le nom d'Anne-Marie du Boccage.